# Summer Glau

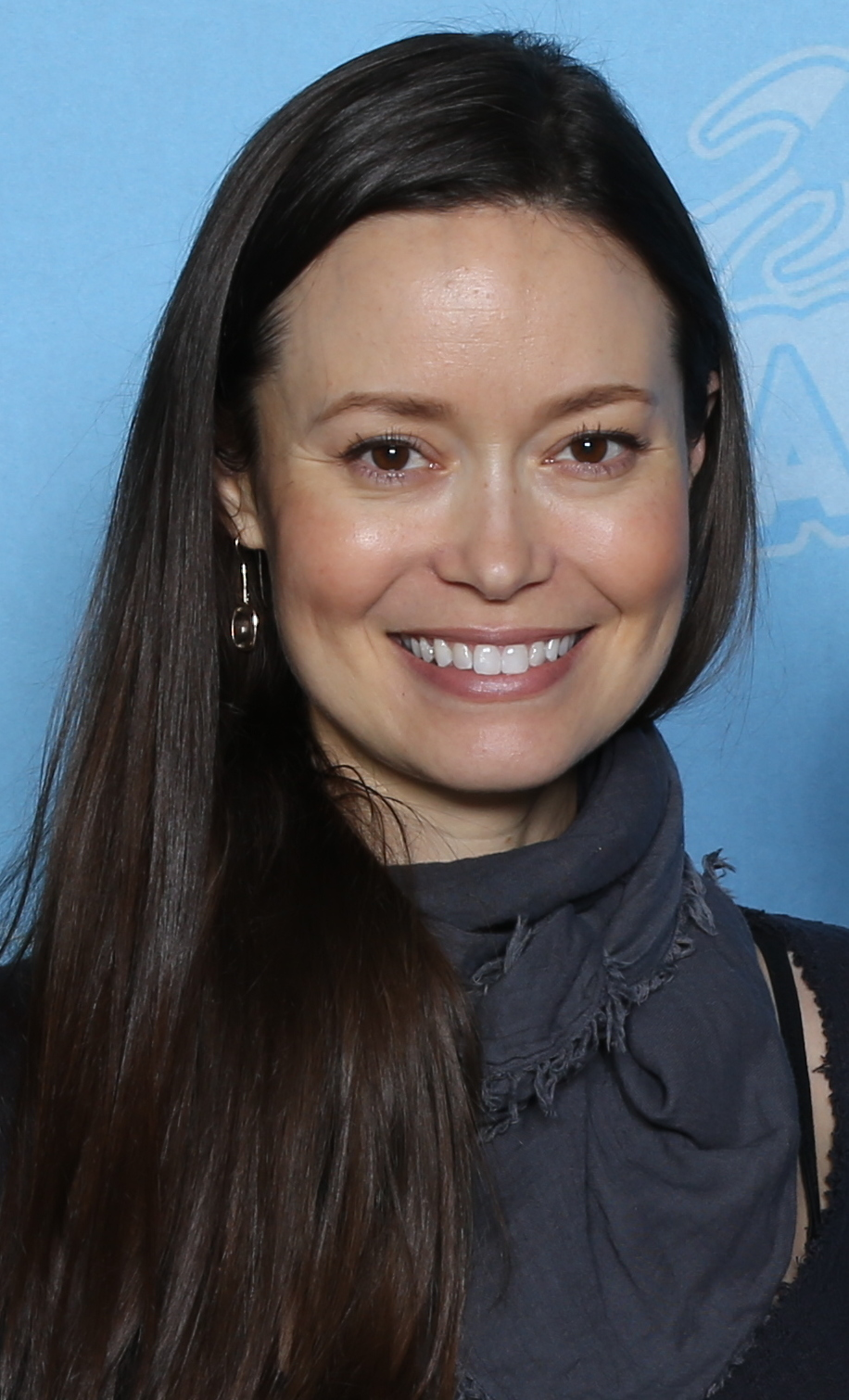
Summer Glau (2019)

Summer Lyn Glau (* 24. Juli 1981 in San Antonio, Texas) ist eine US-amerikanische Tänzerin und Schauspielerin. Weltweite Bekanntheit erlangte sie durch ihre Rolle als River Tam in der Fernsehserie Firefly – Der Aufbruch der Serenity und dem darauf basierenden Film Serenity – Flucht in neue Welten.

## Karriere
Summer Glau wurde 1981 als erste von drei Töchtern in San Antonio geboren. Ihre Mutter ist Lehrerin und ihr Vater Bauunternehmer. Bereits in früher Kindheit erhielt sie intensiven Ballettunterricht. Der straffe Zeitplan machte einen Schulbesuch unmöglich, weshalb sie von ihrer Mutter Heimunterricht bekam.
Mit zwölf Jahren begann Glau ihre Karriere als professionelle Tänzerin, bis eine Verletzung sie zu einer Pause zwang. Während dieser Zeit bekam sie bei einem Besuch von Freunden in Los Angeles ihre erste Schauspielrolle. Kurz darauf entschied sie, nach Los Angeles zu ziehen und dort als Schauspielerin und Tänzerin zu arbeiten.
Nach diversen Auftritten in Werbespots bekam Glau 2002 ihre erste Fernsehrolle in der Serie Angel – Jäger der Finsternis, in welcher sie ihre Ballett-Fähigkeiten demonstrieren konnte. Beeindruckt von ihrem Talent setzte der Angel-Produzent Joss Whedon sie in seiner neuen Serie Firefly – Der Aufbruch der Serenity in einer Hauptrolle ein, die Serie wurde jedoch nach 11 ausgestrahlten von 14 gedrehten Folgen eingestellt.
Nach dem Ende von Firefly hatte sie unter anderem Auftritte in den Fernsehserien CSI: Den Tätern auf der Spur, Cold Case – Kein Opfer ist je vergessen und 4400 – Die Rückkehrer. Ihre nächsten größeren Rollen spielte sie in den Science-Fiction-Filmen Serenity – Flucht in neue Welten (2005) und Mammut (2006).
2005 wurde sie für ihre Rolle in Serenity von den Lesern des britischen Science-Fiction-Magazins SFX zur besten Schauspielerin des Jahres gewählt. 2006 wurde sie für dieselbe Rolle mit dem Saturn Award ausgezeichnet.
2008 und 2009 war Glau in der Serienfassung der Terminator-Saga Terminator: The Sarah Connor Chronicles als weiblicher Terminator Cameron zu sehen. Für diese Rolle erhielt sie 2008 erneut den Saturn Award.

## Privatleben
Glau ist in mehreren gemeinnützigen Organisationen aktiv, wie zum Beispiel B.C. Women's Hospital & Health Centre.  Seit 1995 ist sie Vegetarierin und unterstützt mehrere Organisationen, die sich für Tierrechte einsetzen.
Im Januar 2015 bekamen Summer Glau und ihr Ehemann Val Morrison ihr erstes Kind.
Sie gebar ihr zweites Kind im Oktober 2017.
Summer Glau bekennt sich zu einem tief verwurzelten christlichen Glauben, der ihr seit ihrer Kindheit eine wichtige Stütze ist. Die Schauspielerin wuchs baptistisch auf, besuchte jedoch regelmäßig eine katholische Kirche. "Es hat mir immer sehr viel Kraft gegeben, in diese Kirche zu gehen", so Glau im Domradio.

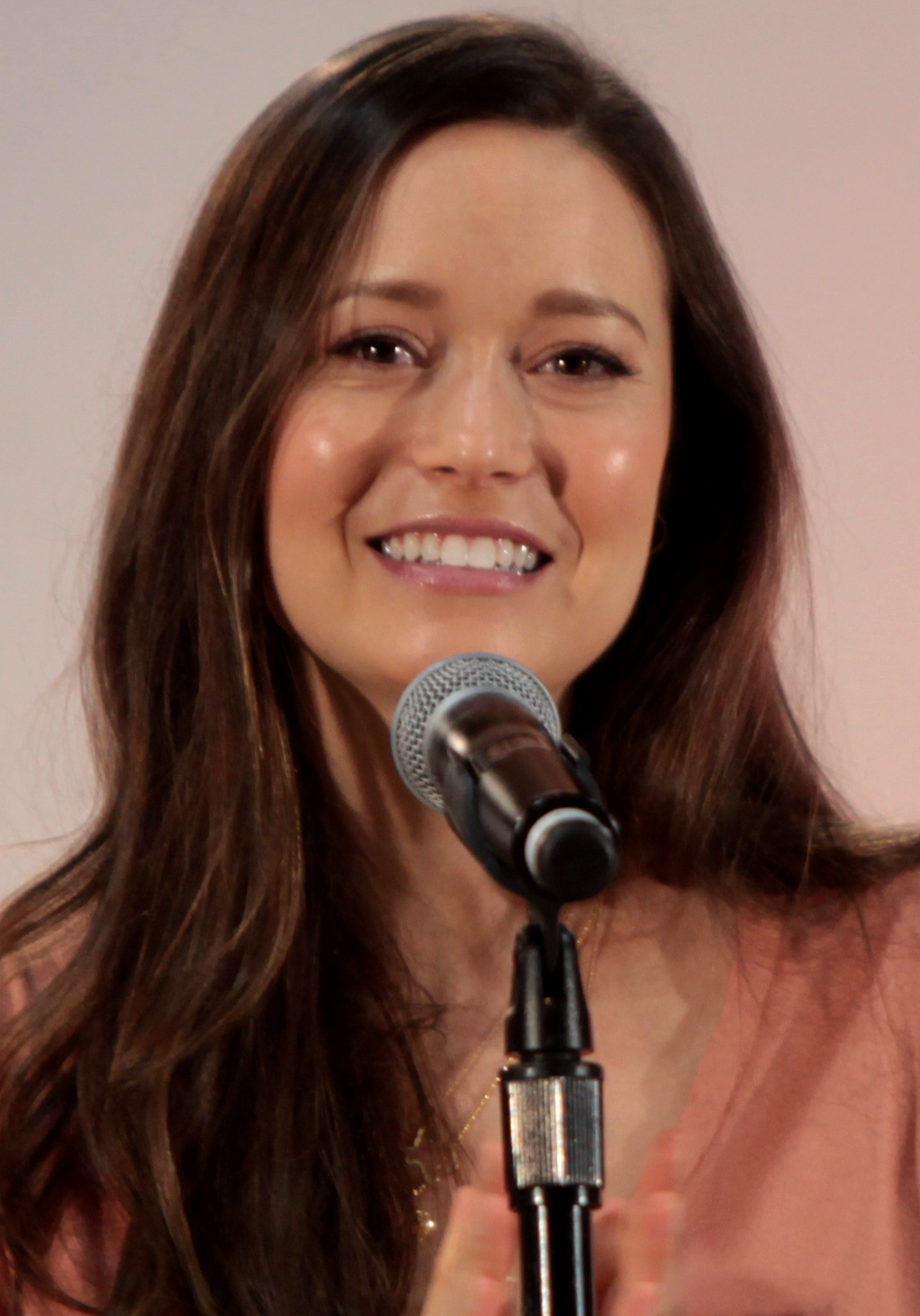
Glau (2015)

## Filmografie
Fernsehserien:
- 2002: Angel – Jäger der Finsternis (Angel, Episode 3x13)
- 2002–2003: Firefly – Der Aufbruch der Serenity (Firefly, 14 Episoden)
- 2003: Cold Case – Kein Opfer ist je vergessen (Cold Case, Episode 1x06)
- 2004: CSI: Vegas (CSI: Crime Scene Investigation, Episode 5x06)
- 2005–2007: 4400 – Die Rückkehrer (The 4400, 7 Episoden)
- 2006: The Unit – Eine Frage der Ehre (The Unit, 7 Episoden)
- 2008–2009: Terminator: The Sarah Connor Chronicles (31 Episoden)
- 2009: The Big Bang Theory (Episode 2x17)
- 2009–2010: Dollhouse (4 Episoden)
- 2010: Chuck (Episode 4x08)
- 2010: The Cape (10 Episoden)
- 2011–2012: Alphas (4 Episoden)
- 2012: Grey’s Anatomy (2 Episoden)
- 2013: Hawaii Five-0 (Episode 3x16)
- 2013–2014: Arrow (9 Episoden)
- 2013: NTSF:SD:SUV:: (Episode 3x01)
- 2014: Sequestered (9 Episoden)
- 2015: Con Man (2 Episoden)
- 2016: Castle (Episode 8x14 Der Club der Meisterdetektive)
- 2019: Wu Assassins (2 Episoden)

Filme:
- 2004: Plötzlich verliebt (Sleepover)
- 2005: Serenity – Flucht in neue Welten (Serenity)
- 2006: Im Bann der dunklen Mächte (The Initiation of Sarah)
- 2006: Mammut (Mammoth)
- 2010: Deadly Honeymoon
- 2010: Superman/Batman: Apocalypse
- 2010: The Legend of Hell’s Gate: An American Conspiracy
- 2012: Eine Elfe zu Weihnachten (Help for the Holidays)
- 2013: Knights of Badassdom